# أنجيليكا
أنجيليكا (بالإنجليزية: Angelica)‏ هي مغنية أمريكية، ولدت في 21 مايو 1972.